# Spréo bicolore
Lamprotornis bicolor
Pour les autres espèces de spréos, voir Spréo.
Espèce
Statut de conservation UICN

 LC  : Préoccupation mineure
Le Spréo bicolore (Lamprotornis bicolor) est une espèce d'oiseaux de la famille des Sturnidae.

## Répartition
Cette espèce est endémique de l'Afrique du Sud, du Lesotho et du Swaziland.